# 잎문착
잎문착 또는 리프문착(leaf muntjac, Muntiacus putaoensis)은 작은 문착의 일종이다. 1997년 생물학자 라비노비츠(Alan Rabinowitz)가 미얀마 오지 나웅뭉시 현지 조사 도중에 처음 발견했다. 라비노비츠는 작은 사슴 사체를 발견했고, 처음에는 다른 사슴 종의 새끼로 믿었다. 그러나 다 자란 암컷의 사체였다. 그리고 표본을 얻어 DNA 분석을 통해 신종임을 밝혀냈다. 현지 사냥꾼들은 이 종을 알고 있었고, 아주 큰 잎으로 몸이 완전히 가려질 정도로 작기 때문에 잎문착이라는 이름이 붙여졌다.

## 분포 및 서식지
잎문착은 미얀마 후쾅계곡부터 푸타오 동북부 지역, 마이카 강의 남 타마이 지류 남쪽의 울창한 숲에서만 발견된다. 열대 기후에서 온대 기후로 바뀌는 해발 고도 450~600m 높이의 천이 지대에서 서식한다. 인도에서는 아루나찰프라데시 주 동부 로히트 지역에서 처음 발견되었다. 2002년 인도 아루나찰프라데시 주 동부 지역 남다파 국립공원에서도 보고되었다. 로히트와 챙글랑 그리고 나갈랜드 주 노크락 인근 지역에서도 발견된 바 있다. 최적의 서식지는 파트카이 지역과 쿠몬 타웅단 지역이 완전히 겹치는 지역으로 추정된다. 2008년과 2009년, 아루나찰프라데시 주 여러 곳에서 추가로 보고되었다.

## 특징
잎문착은 성장을 마쳤을 때도 어깨높이가 50cm 정도에 불과하며 몸무게는 11kg 이하이다. 몸은 연한 갈색을 띤다. 수컷은 가지가 나뉘지 않는 뿔이 약 2.5cm 정도 자란다. 이를 제외하고는 수컷과 암컷은 거의 동일하다